# Musée du cartonnage et de l'imprimerie
 (août 2021).
Si vous disposez d'ouvrages ou d'articles de référence ou si vous connaissez des sites web de qualité traitant du thème abordé ici, merci de compléter l'article en donnant les références utiles à sa vérifiabilité et en les liant à la section « Notes et références ».
Le musée du cartonnage et de l'imprimerie est un musée situé à Valréas, dans le Vaucluse. Installé dans un ancien local commercial, il regroupe deux types de collections. Les unes concernent l'univers du cartonnage, sa fabrication et son utilisation ; l'autre l'univers de l'imprimerie avec ses diverses techniques.

## Histoire
Le musée, créé en 1991 propose des collections ethnographiques sur les thèmes du cartonnage et de l’imprimerie, de la découpe au façonnage et à l’impression, l’historique de la boîte en carton, à Valréas, du milieu du XIXe siècle à aujourd’hui. Des collections de boîtes en carton et de matériel de cartonnage et d’imprimerie côtoient des archives industrielles et des documents sur ces thèmes. 
Ce musée départemental retrace l’histoire des modes de fabrication et d’impression de la boîte en carton à Valréas, capitale du cartonnage français, des origines (milieu du XIXe siècle) à nos jours. Il présente par exemple la réalisation des « boîtes à courant d’air », inventées par Ferdinand Revoul pour l’importation des « graines » de vers à soie.
Des boîtes pour la parfumerie, la pharmacie, la bijouterie, la confiserie, mais aussi une reconstitution d’atelier, des machines de cartonnage et d’imprimerie, des collections graphiques (étiquettes lithographiques, affiches et calendriers publicitaires, cartes de représentants, archives d’entreprises) font découvrir une industrie qui a atteint une renommée mondiale au début du XXe siècle, et qui est toujours présente.
L’essentiel des collections se situe entre la fin du XIXe et le début du XXe siècle.

## Le musée

### Accès
Le musée est situé à l'entrée sud-ouest du centre-ville de Valréas, au début de la route vers Visan et le nord du département de Vaucluse.

## En savoir plus